# Cavriglia
Cavriglia is een gemeente in de Italiaanse provincie Arezzo (regio Toscane) en telt 9542 inwoners (31-12-2012). De oppervlakte bedraagt 60,9 km², de bevolkingsdichtheid is 142 inwoners per km².

## Demografie
Cavriglia telt ongeveer 3419 huishoudens. Het aantal inwoners steeg in de periode 1991-2001 met 15,8% volgens cijfers uit de tienjaarlijkse volkstellingen van ISTAT.
| Jaar | Inwoneraantal |
| ---- | ------------- |
| 1991 | 6740          |
| 2001 | 7808          |

## Geografie
De gemeente ligt tussen 130 en 900m boven zeeniveau. De plaats Cavriglia ligt op op ongeveer 308 m hoogte. Nabij Castelnuovo dei Sabbioni wordt grootschalig bruinkool gewonnen in dagbouw. Hierdoor is onder andere een groot meer, het Lago di Castelnuovo, ontstaan.
Cavriglia grenst aan de volgende gemeenten: Figline e Incisa Valdarno (FI), Gaiole in Chianti (SI), Greve in Chianti (FI), Montevarchi, Radda in Chianti (SI) en San Giovanni Valdarno.

## Externe link

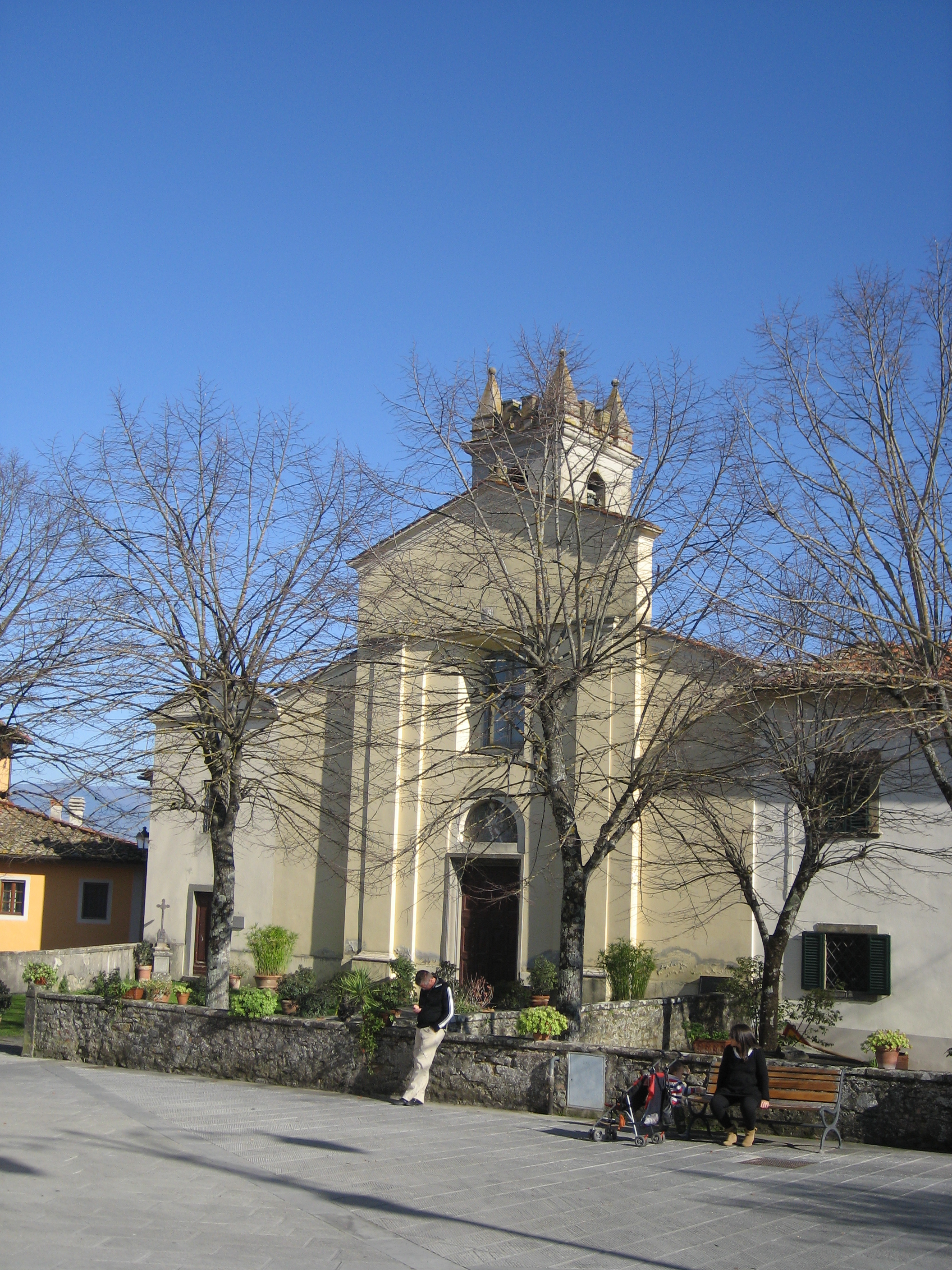
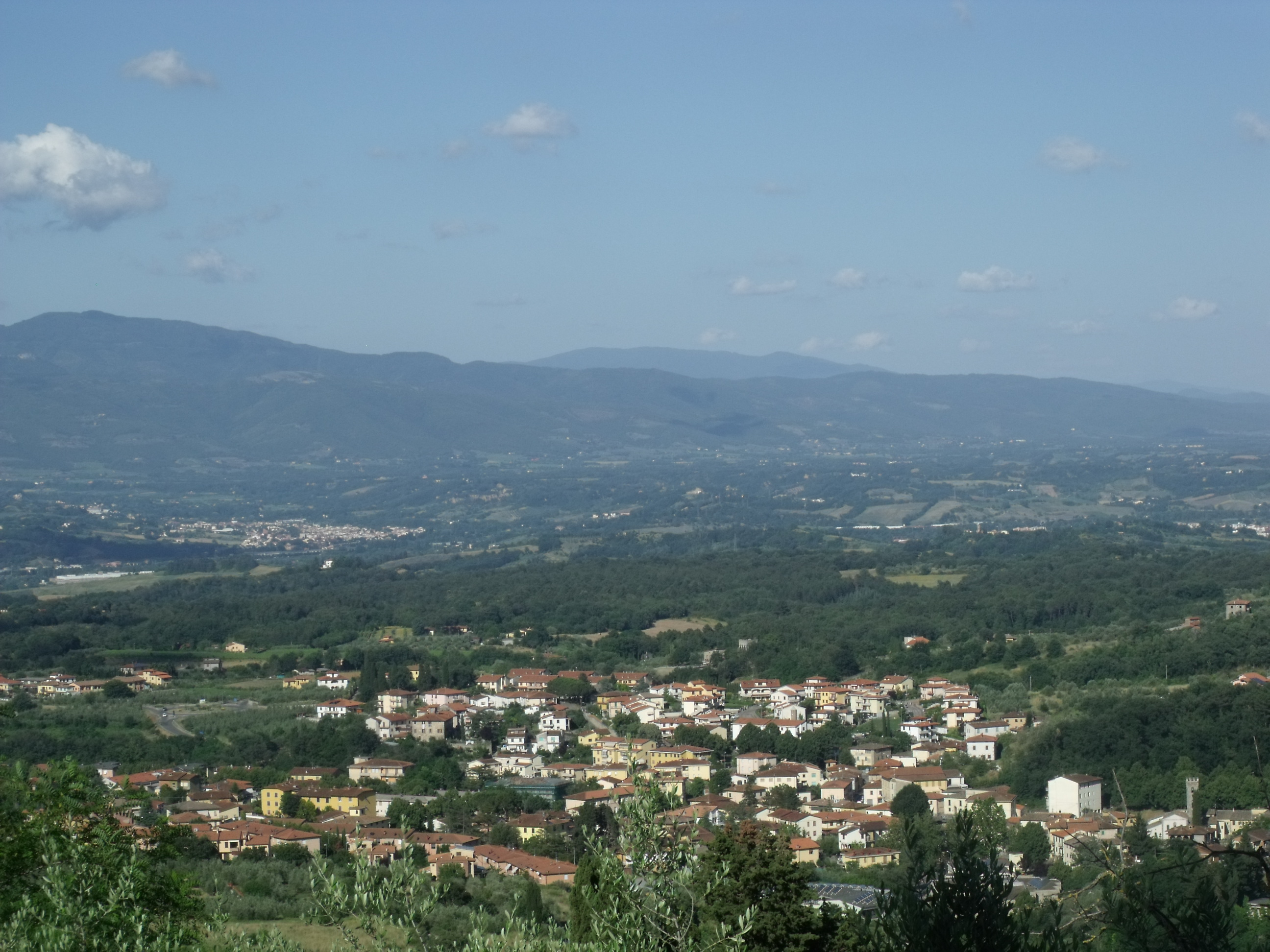